# Ultratop
Ultratop é a parada musical da Bélgica. Segundo o site IFPI. E é uma organização sem fins lucrativos, criada por iniciativa da Federação da Indústria musical belga o BEA. Desde Ultratop é gerenciado pela indústria da música em si, é a única Parada oficial de música belga.